# پروپاگاندا در ایران
پروپاگاندا در ایران سابقه‌ای طولانی دارد. پروپاگاندا برای نظام جمهوری اسلامی ایران از اوایل کار تا به امروز از اهمیت ویژه‌ای برخوردار بوده و این حکومت در این امر به کمک نهادهای مختلفی از جمله صدا و سیما، سازمان تبلیغات اسلامی، آموزش و پرورش و سپاه بسیار فعّال است. این حکومت تلاش‌های زیادی در راستای تبلیغ برای اسلام شیعه و ولی فقیه می‌کند و نگرش‌های سکولار و جهان غرب همواره علناً مورد تنفّر این نظام قرار داشته‌اند؛ به‌طوری که در صدا و سیما همواره خبرهایی منفی از غربی‌ها ارائه می‌شود. پروپاگاندا در حکومت پهلوی نیز جای داشت. رضاشاه مطبوعات را به‌شدّت کنترل می‌کرد و از سال ۱۳۱۸ که «دفتر آموزش و هدایت افکار عمومی» تأسیس شد، پشتیبانی‌های تبلیغاتی از وی در مطبوعات و سخنرانی‌ها به‌وفور دیده می‌شد. در زمان پهلوی دوم و با وارد شدن تلویزیون به ایران به‌ کمک آمریکا، سازمان رادیو تلویزیون ملّی ایران وسیله‌ای برای پروپاگاندا بود و در سال ۱۳۵۷ که این حکومت برچیده شد، با زیاد شدن اعتراضات، پروپاگاندای حکومت شاه هم بیشتر شد.

## دوران جمهوری اسلامی

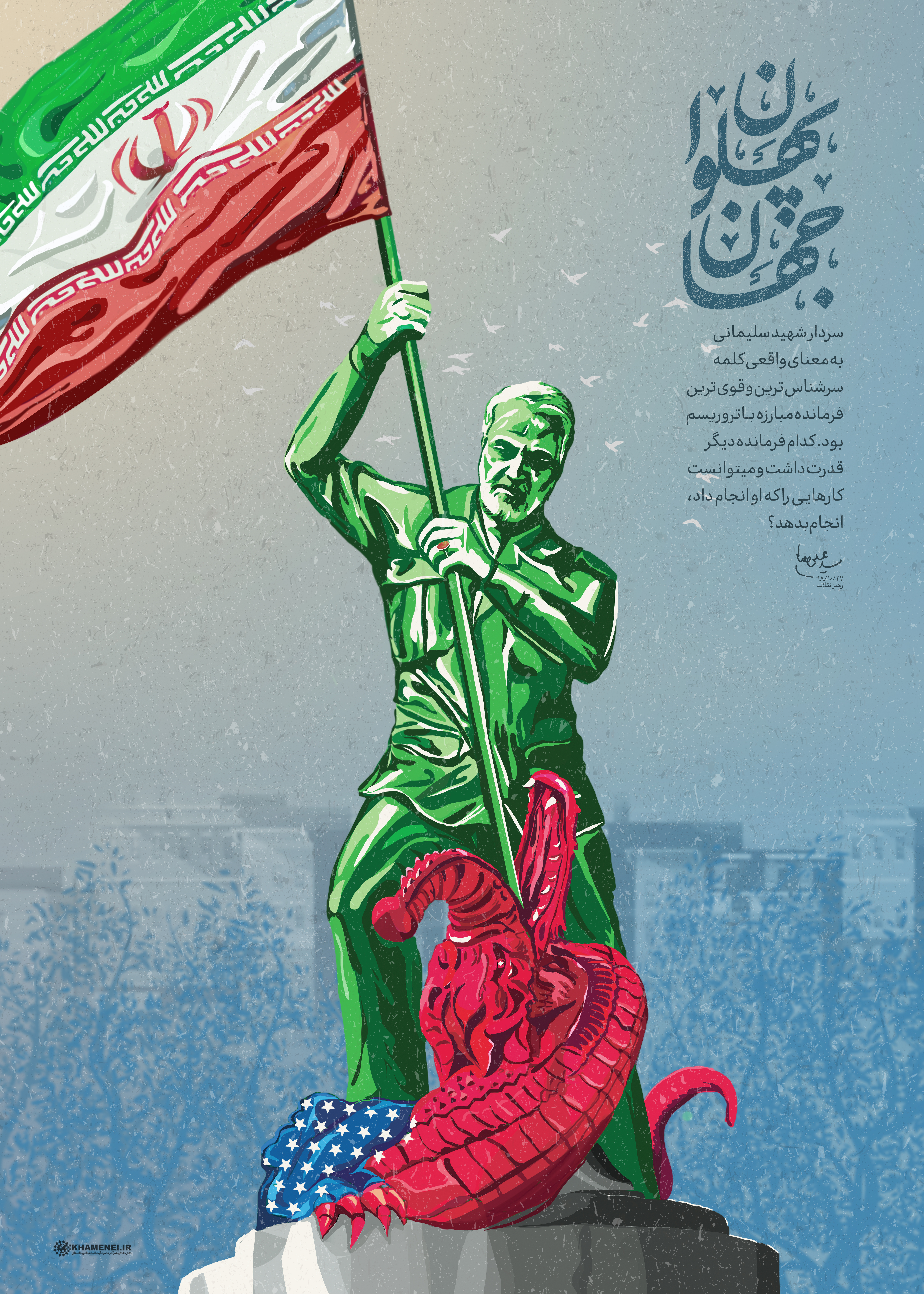
مسئلهٔ قهرمان‌سازی اغراق‌‌آمیز و غیرواقعی از شخصیت‌های عمدتاً سیاسی یا نظامی برای اهداف ایدئولوژیک از مهم‌ترین اجزای پروپاگاندا است. پوستری از قاسم سلیمانی به عنوان «جهان‌پهلوان» در حال کشتن تمساح آمریکایی با پرچم جمهوری اسلامی ایران در سایت حفظ نشر آثار علی خامنه‌ای.

پروپاگاندا در جمهوری اسلامی امری بسیار مهم است و در این راستا نهادهای زیادی فعّال هستند. نهادهایی مانند سازمان تبلیغات اسلامی، دفتر تبلیغات اسلامی حوزه علمیه قم و سازمان فرهنگ و ارتباطات اسلامی مستقیماً چنین وظایفی دارند و وزارت آموزش و پرورش ایران، وزارت فرهنگ و ارشاد اسلامی و وزارت دادگستری جمهوری اسلامی ایران به همراه نهادهایی مانند سازمان صدا و سیما، بسیج، سپاه پاسداران، ارتش جمهوری اسلامی ایران و فرماندهی انتظامی جمهوری اسلامی ایران به عنوان اعضای مختلف یک بدن کار می‌کنند.
سابقهٔ دستگاه تبلیغاتی جمهوری اسلامی به سال‌های ابتدایی انقلاب بازمی‌گردد. تبلیغات جمهوری اسلامی در ابتدای انقلاب و زمان جنگ ایران و عراق بسیار موفّق بود، به حدی که در آن زمان به یک سلاح قدرتمند بدل شد.
در آن دوران که «دفاع مقدّس» نامیده می‌شد، سعی می‌شد وظیفه و فضیلت ازخودگذشتگی و ایثار مورد تأکید قرار گیرد. همچنین در کتاب‌های درسی «تعلیمات دینی» و «آمادگی دفاعی» در جمهوری اسلامی، کودکان را تشویق به جنگ و شهادت می‌کنند و داستان‌های شهدای گذشته را برای آنان بازگویی می‌کنند که چگونه ازخودگذشته بودند تا کودکان را برای جنگ آماده کنند که این به شدّت متضاد با کنوانسیون حقوق کودک سازمان ملل است.
اگرچه تمرکز تبلیغات مثبت بر اسلام شیعه و ولایت فقیه است، تکنیک‌های استفاده‌شده در جمهوری اسلامی بیشتر ابعاد سلبی دارند تا ایجابی. عموماً مواجه نشدن با نقطه‌نظرات مخالف از ارائه اطّلاعات به ذهن مردم بیشتر صورت می‌گیرد. تبلیغات بر پایه نفی دیگران هستند، چه نفی ادیان و مذاهب دیگر و چه نفی دیگر ایدئولوژی‌ها، به‌ویژه ایدئولوژی‌های سکولار. مکاتبی که نامشان به پسوند ایسم ختم می‌شود (همانند کمونیسم، سوسیالیسم و لیبرالیسم) را مردود می‌دانند. ایجاد تنفّر از دشمنان خارجی و داخلی نیز از اهداف اصلی است. تصویر تیره‌ای از جهان غرب، آمریکا، اسرائیل و برخی کشورهای اروپایی به‌ویژه انگلیس به عنوان دشمنان خارجی ارائه می‌شود و وجه‌تشابه همهٔ این دشمنان این است که بارها علیه ایرانیان اقداماتی مرتکب شده‌اند و جمهوری اسلامی ادّعا می‌کند که آنان مسبب اتّفاقاتی مانند حمایت از صدام حسین در حمله به ایران یا کمک به صدام حسین در حملهٔ شیمیایی عراق به ایران، کودتای ۲۸ مرداد و ساقط شدن هواپیمای مسافری ایران توسّط آمریکا و ترور دانشمندان هسته‌ای ایران و… در طول تاریخ ایران هستند. آمریکا که «شیطان بزرگ» لقب دارد، به عنوان نقطه مقابل ایران مطرح است. صدا و سیما در برنامه‌های مختلف تولیدی خود همواره اتّفاقات منفی که در جهان غرب رخ می‌دهد، انعکاس می‌دهد؛ امّا اتّفاق‌های مشابه در داخل ایران را کمتر منعکس یا اصلاً بازگو نمی‌کند.

### عمامه‌بوسی
- به گزارش مشرق نیوز در واکنش به عمامه‌پرانی، پویشی با عنوان «عمامه‌بوسی» راه‌اندازی شد[۷] و مردم مذهبی به نشانهٔ احترام و اعلام وفاداری به روحانیان خود، عمامهٔ آنان را می‌بوسیدند. کلیپ‌هایی از بوسیدن عمامهٔ آخوندها در ایران و عراق[۸] در فضای مجازی منتشر شد. سایت بالاترین نیز با انتقاد از بوسیدن عمامهٔ آخوندها توسّط برخی افراد در مشهد، تصاویر منتشر شده را با نام چندش‌آورترین صحنهٔ تاریخ توصیف کرد و عمامهٔ روی سر آخوندها را نجس نامید.[۹]

## دوران پهلوی

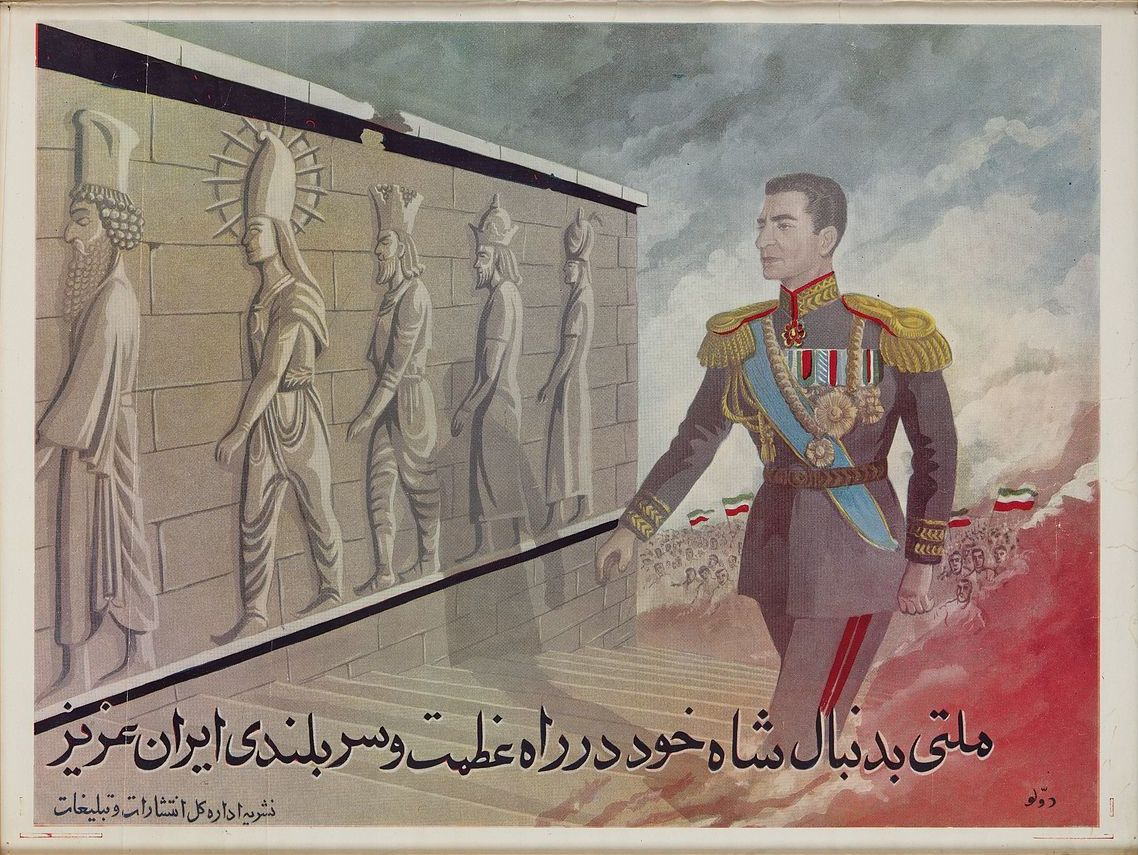
پوستری از محمدرضا پهلوی با زیرنویس «ملّتی به‌دنبال شاه خود در راه عظمت و سربلندی ایران عزیز» در کنار نمادهایی از ایران باستان.

هنگامی که رضاشاه در سال ۱۳۰۴ به قدرت و پادشاهی رسید، نام «پهلوی» را برای نام خانوادگی و حکومت خود یعنی سلسله پهلوی برگزید، نامی که اشاره‌ای پروپاگاندایی بود به زبان پارسی میانه در سال‌های طلایی سلسله ساسانیان. در این دوره همچنین سعی می‌شد تا با استفاده از عناصری نظیر شیر و ستون‌های تخت جمشید در معماری ساختمان‌های دولتی، ایران باستان یادآوری شود.
هدف اصلی پروپاگاندای حکومت در این دوره، حزب توده بود.
رضاشاه علاوه بر کنترل شدید روی مطبوعات، اصرار بر تغییر لباس مردم داشت. از سال ۱۳۱۸ که رضاشاه «دفتر آموزش و هدایت افکار عمومی» را ایجاد کرد، پروپاگانداهای حمایت از شاه در مطالب سخنرانی‌ها و مطبوعات در موضوعات مختلف وارد می‌شد.
تبلیغات در دوران حکومت محمدرضا شاه به ویژه پس از کودتای ۲۸ مرداد ۱۳۳۲ مرهون آمریکا بود. آمریکایی‌ها به آوردن تلویزیون به ایران کمک کردند و سازمان رادیو و تلویزیون ملّی ایران از سال ۱۳۴۶ به عنوان ابزاری برای تبلیغات سیاسی به کار می‌رفت. حکومت، رویدادهایی را جلوی دوربین بُرد که برگزاری پُر زرق‌وبرق تاجگذاری محمدرضا پهلوی (۱۳۴۶) و جشن‌های ۲۵۰۰ ساله (۱۳۵۰) از آن جمله هستند. آنابل سربرنی، استاد ارتباطات و عضو مرکز مطالعات ایران دانشگاه لندن این احتمال را مطرح کرده‌ است که نحوهٔ پوشش این وقایع و سخنرانی‌های شاه او را بیش از حد در معرض توجّه قرار داد و در واقع به سقوط او کمک کرده‌ است. در سال ۱۳۵۷ هم‌زمان با بالا گرفتن اعتراضاتی که به انقلاب ۱۳۵۷ منتهی شد، پروپاگاندای حکومت هم افزایش می‌یافت.

## نگارخانه

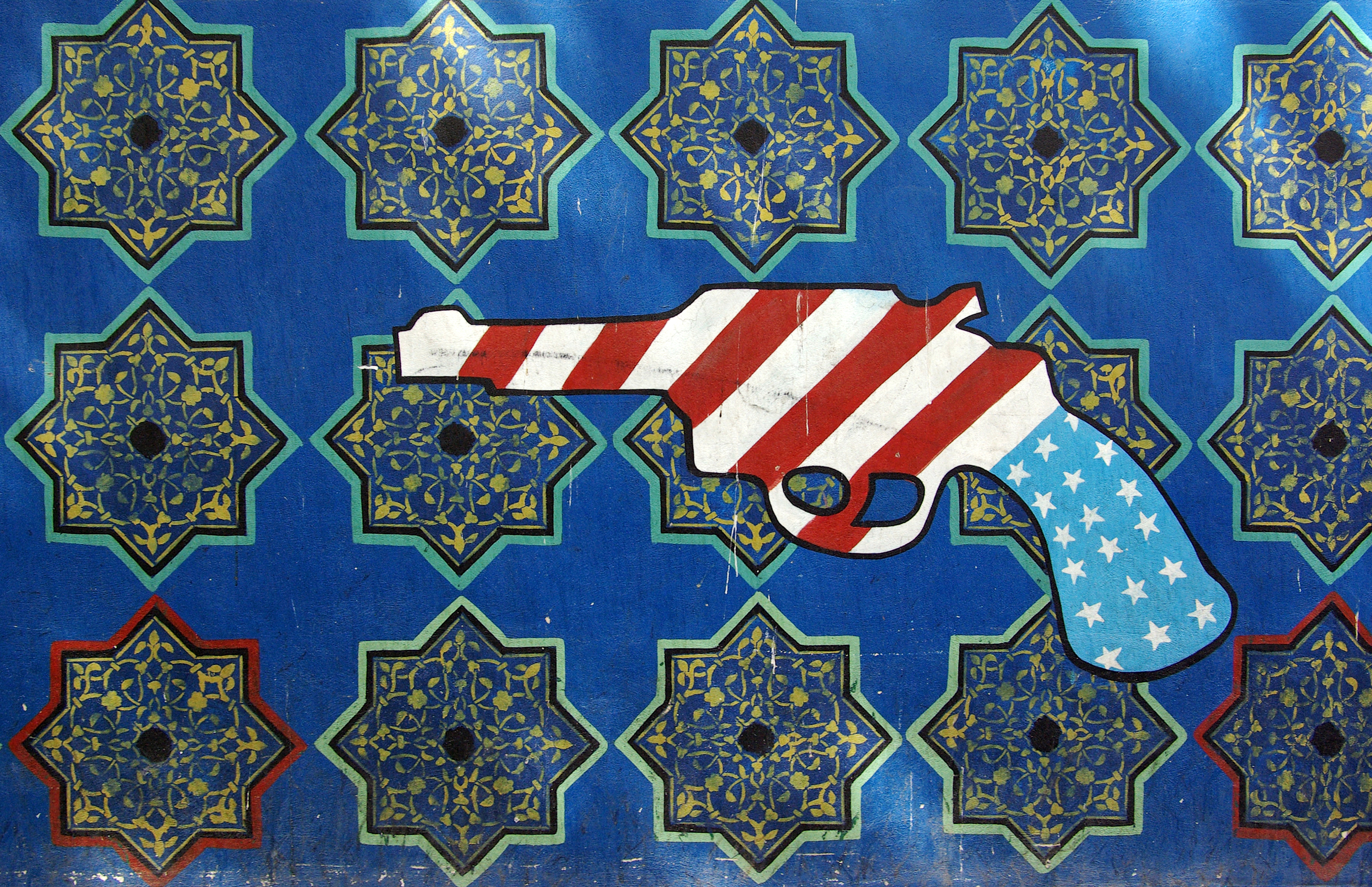
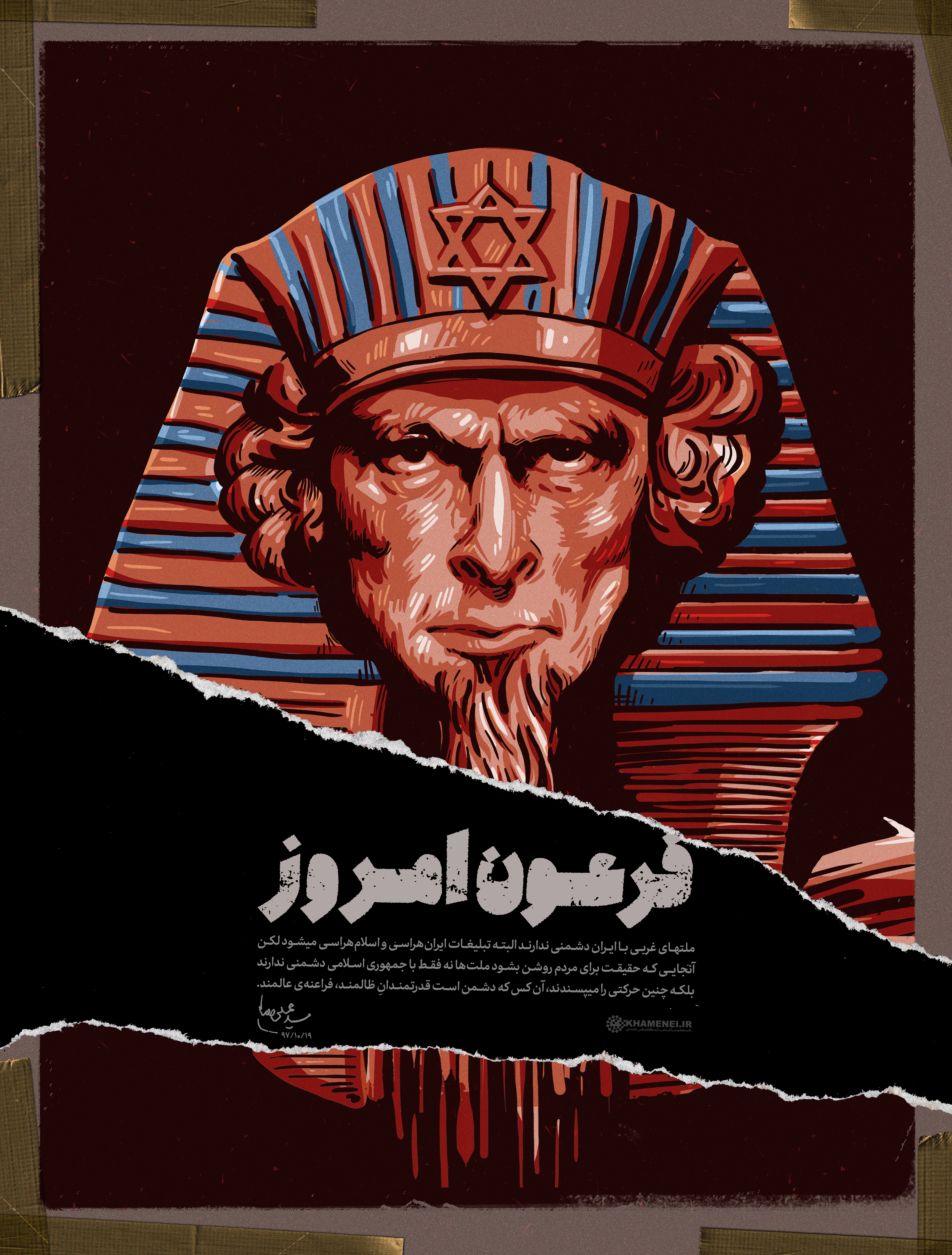
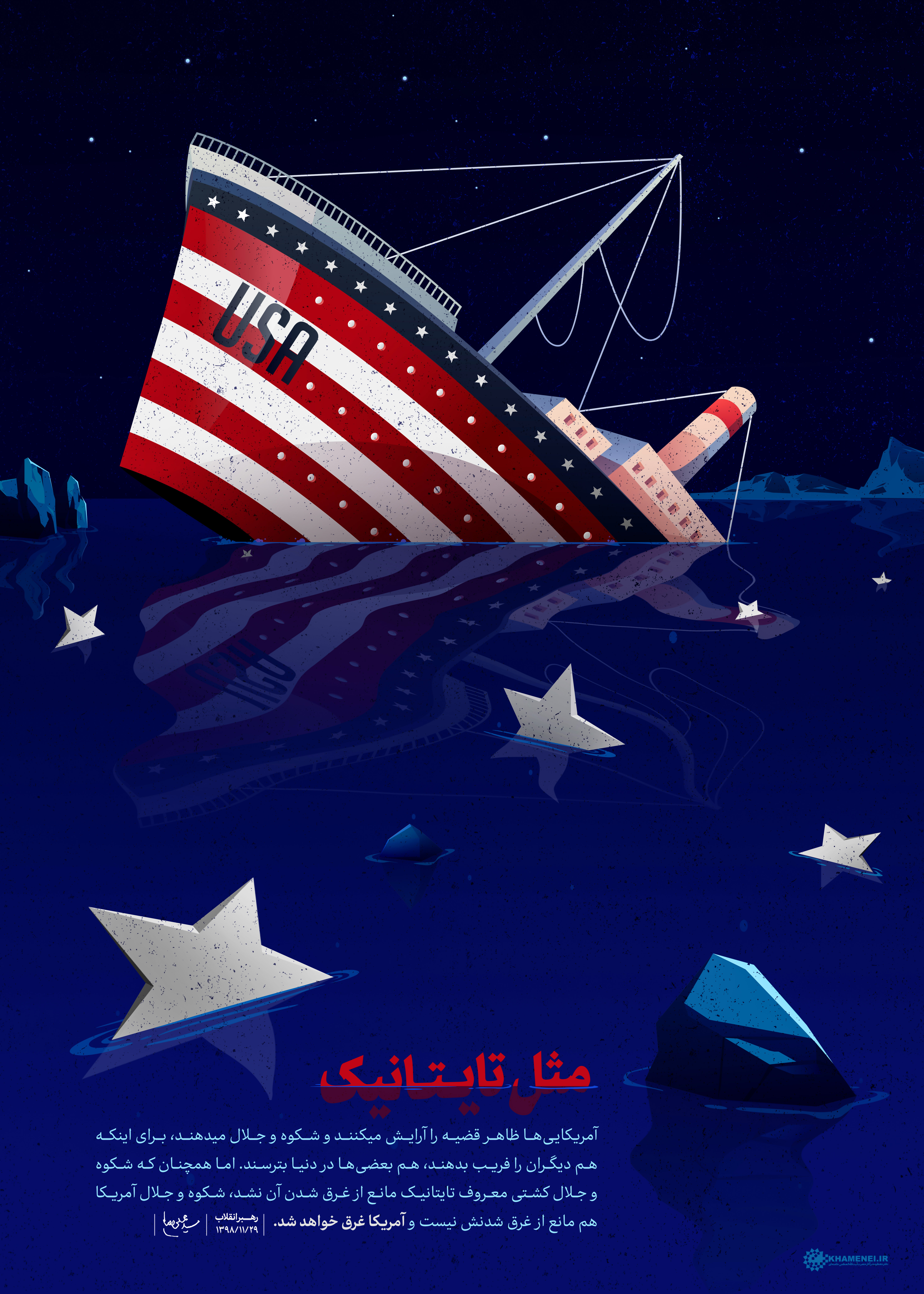
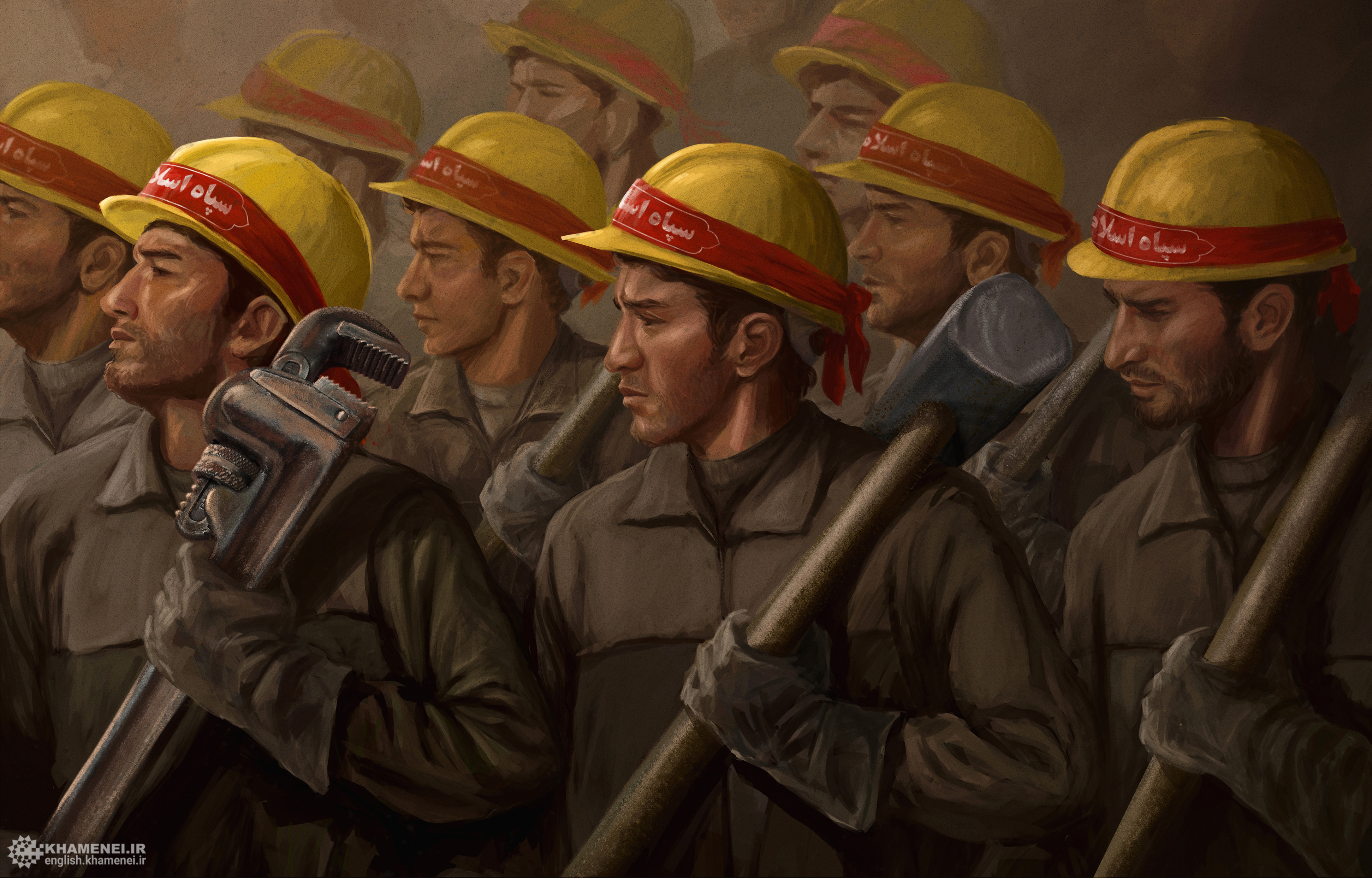